# Chemical Corps
Le Chemical Corps est la branche de l’armée de terre des États-Unis chargée de la défense et l’utilisation des armes chimiques, biologiques, radiologiques et nucléaires. 

## Histoire

### Première Guerre mondiale
Baptisé au début Chemical Warfare Service, il est créé durant la Première Guerre mondiale, le 28 juin 1918, en combinant des activités qui avaient jusque-là été dispersées entre cinq agences distinctes du gouvernement fédéral des États-Unis.
Le 17 août, le Chemical Corps participe à la première opération offensive entreprise par la 5ème Division Américaine, visant à reprendre Frapelle sur le front des Vosges.

### Après guerre
En 1920, elle devient une branche permanente de l’armée régulière par la loi sur la défense nationale.

## Documentaire
En 1959, l'armée américaine réalisa un court métrage de 37 minutes intitulé The Chemical Biological Radiation Story (M.F.3 9027).